# Нишка на Ариадна
Вижте пояснителната страница за други значения на Нишка.
Нишката на Ариадна e начин за ориентиране при сложни обстоятелства, описан в древногръцки мит. Ариадна връчила на Тезей кълбо вълнена червена прежда, което той размотавал, навлизайки в лабиринта. След като убил Минотавъра, той се върнал до входа, следвайки оставената нишка.
В казуистиката, комбинаториката, културната антропология, логиката, историята, фантастиката и геополитиката легендата за нишката на Ариадна се използва като троп.